# Університет Віченци
Університет Віченци (італ. Università di Vicenza) — університет в італійському місті Віченца (Венето).
Один з найдавніших університетів Європи, заснований в 1204 році, був закритий в 1209 році. У 1970-ті роки відбулося відродження університету, було засновано «Консорціум з розвитку університетських студій у Віченці» (італ. Consorzio per l'Istituzione e lo Sviluppo degli Studi Universitari di Vicenza). Зараз тут вивчають інженерні науки та організовують спільні програми з університетами Падуї та Венеції.